# Netshoes
Netshoes es una empresa brasileña fundada en febrero de 2000 por Marcio Kumruian, y es un conglomerado de tiendas virtuales de los deportes y el ocio en América Latina, con operaciones en Brasil y Argentina, este último como Stock Center Netshoes.
Además de responder a las Netshoes tienda en línea en los dos países, gestiona las tiendas oficiales de los clubes de fútbol como River Plate, Talleres de Córdoba, Corinthians, São Paulo, Palmeiras, Santos, Cruzeiro, Vasco da Gama, Coritiba, y Atlético Paranaense. También es el representante oficial de los productos de la NBA en América Latina y en Brasil, responsable de la gestión de tiendas virtuales de las marcas Puma, Havaianas, Globo Esporte, Saraiva Deportes, Oakley, Timberland, Topper, Mizuno y Fascar.
La compañía es uno de los patrocinadores de los clubes de fútbol brasileños como el Atlético-PR, Bahía y Santos, además también para patrocinar los partidos de la Selección Brasileña.Netshoes también patrocina el Nuevo Baloncesto Brasil (NBB), el Torneo 5x5 de la NBA en el país, Corpore Street Racing y MMA Academy (Artes Marciales Mixtas) Corintios.

## Historia
Netshoes debutó por primera vez en el mercado en las tiendas físicas. En esta etapa, llegó a tener dos establecimientos en São Paulo, y las ventas comenzaron sólo en el tercer mes.
En 2007, la compañía migró su negocio de tiendas en línea. Actualmente, Netshoes es ahora el más grande conglomerado de tiendas virtuales de los deportes en Brasil y en América Latina.
En 2011, el Grupo Netshoes comenzó su internacionalización con el inicio de las operaciones en Argentina. En el mismo período lanzado su plataforma móvil, convirtiéndose en la primera empresa de artículos deportivos en el país para tener un comercio por teléfono. Además del sitio móvil, también hay una versión para tabletas.
El grupo también es responsable en Brasil por 16 tiendas virtuales, incluyendo la tienda en línea y siete oficiales de tiendas clubes - Corinthians, São Paulo, Palmeiras, Santos, Cruzeiro, Vasco da Gama y Atlético Paranaense. Es responsable de la gestión de tiendas virtuales de las marcas Puma, Havaianas, Globo Esporte, Saraiva Deportes, Oakley, Timberland, Topper, Fascar y Categoría de tenis y el portal de Fútbol Americanas.com.
En agosto de 2020 Stock Center y Netshoes se fusionan dejando de dar servicio en México, sin embargo, actualmente en Argentina opera como Stock Center Netshoes, mientras en Brasil continúa con el nombre de Netshoes